# معركة تحرير الفاو
معركة تحرير الفاو عملية عسكرية نفذها الجيش العراقي في 17 نيسان 1988 خلال حرب القادسية الثانية/حرب الخليج الأولى لإخراج الجيش الإيراني من المثلث الجنوبي لشبه جزيرة الفاو بعد احتلال إيران للمنطقة لمدة عامين. أطلق على العملية اسم رمضان مبارك لتوافق العملية يومها مع أول أيام شهر رمضان.
شملت العملية العسكرية التي نفذها الجيش العراقي في الفاو قبل شروق شمس يوم 17 نيسان ثلاثة مراحل استطاعت القوات العراقية من خلالها تحرير كامل شبه جزيرة الفاو في حوالي 35 ساعة وتكبيد الجيش الإيراني خسائر كبيرة ما بين قتيل وأسير بالإضافة إلى الاستيلاء على معداتهِ.
وكانت إيران قد حصنت الفاو بخنادق وحقول ألغام كما شقت القوات الإيرانية قنوات مائية لمنع الدبابات والمركبات المجنزرة من الحركة بينها، قال الضابط العراقي اللواء الركن علاء الدين حسين مكي خماس إن الجيش الإيراني "حفروا قناة عريضة تربط بين شط العرب من ناحية والخليج العربي من الناحية الثانية وبعرض حوالي 300 إلى كيلومتر واحد وحولوا شبه جزيرة الفاو إلى جزيرة الفاو تمهيداً لاقتطاعها وعدّها جزءاً من إيران وكما أعلنوا هم أنفسهم ذلك".

## ميدان المعركة
في النصف الثاني من شهر شباط تمكن الجيش الإيراني من احتلال مثلث الفاو بعد معارك استمرت 45 يوماً حيث وصلَ احتلال الجيش الإيراني إلى الحافات الشمالية من منطقة المملحة، بعمق 22 كيلومتراً بعد خسائر للجيش الإيراني قدّرها الجيشُ العراقي أنها 120 ألف إصابة وتمكن الجيش العراقي من إيقاف زحف الاحتلال الإيراني في مثلث الفاو في مساحة 235 كيلومتراً مربعاً.

## التخطيط
أدركت الاستخبارات العراقية إن الجانب الإيراني قد تمكن من اختراق جهاز لاسلكي بعيد المدى في المنطقة الوسطى، يعود للقوة الجوية، واستطاعت القوات الإيرانية التجسس والتقاط كل الرسائل المتداولة في الجانب العراقي. فاقترحت الاستخبارات العراقية على الرئيس الموافقة على أن تتولى الإشراف المباشر على هذا الجهاز، ومواصلة بث معلومات صحيحة وأخرى مضللة، عبر هذا الجهاز. وتولى مسؤول ملف إيران هذهِ المهمة شخصيا، وبذلت جهود كبيرة، ليس للمحافظة على ثقة الإيرانيين بهذا الجهاز فحسب، بل لزيادة الاهتمام بهِ. ولقد وضعت الاستخبارات العراقية خطة مخادعة طويلة ودقيقة في الجوانب التكتيكية والاستراتيجية، وكان الجهاز اللاسلكي أهم وسائل تمرير هذه المواد المخادعة إلى القيادة الإيرانية مباشرة وبسرعة، ومن أروع ما يمكن تسجيله هو أن الاختراقات العراقية في مفاصل أخرى كانت تتابع اهتمام القيادات الإيرانية بالمعلومات والرسائل والمحادثات، التي تجري من خلال هذا الجهاز. وكانت تتأكد بين حين وآخر من سلامة الإجراءات وأمن الخطط والعمليات. أما الفكرة العامة فصممت على أساس أن القيادة العراقية مصممة على سحق الهجوم في المنطقة الشمالية، وسحب التشكيلات المتضررة وإرسالها إلى منطقة الفاو، ولإبدالها بتشكيلات منتعشة لإرسالها إلى الشمال، وهو ما دفع القوات الإيرانية إلى نقل المزيد من قوات الفاو إلى الشمال. كان الهجوم مقررا ليتم من خلال قوات الحرس الجمهوري العراقية (القوة الضاربة في الجيش العراقي) والتي كان يشرف عليها آنذاك حسين كامل، بقيادة الفريق الركن إياد فتيح الراوي ورئاسة أركان اللواء الركن إبراهيم الآغا، بالتعاون مع الفيلق السابع من الجيش العراقي بقيادة الفريق الركن ماهر عبد الرشيد، وقيادة القوة الجوية، والقوة البحرية وطيران الجيش. لقد كانت مسؤولية تحرير الجزء الغربي من شبه جزيرة الفاو من مهمة فرقة المدينة المنورة في الحرس الجمهوري، أما مسؤولية فرقة بغداد من الحرس الجمهوري فكانت من الطريق الإستراتيجي الذي يحد قاطع الفيلق السابع إلى الحدود الفاصلة مع فرقة المدينة المنورة في الحرس الجمهوري، وبالدخول إلى العمق إلى نهاية منطقة المملحة، بحيث تكون الصفحة الأولى لقوات الحرس الجمهوري هي احتلال قاطع المملحة المعقد (أرض ملحية). أما مهمة فرقة حمورابي في الحرس الجمهوري فكانت الصفحة الثانية؛ وهي تحرير مدينة الفاو بالتعاون مع جهد قوات الفيلق السابع وصولاً إلى منطقة رأس البيشة (المثلث البري العراقي المطل على الخليج العربي) وتكون فرقة نبوخذنصر في الحرس الجمهوري فرقة الاحتياط.

## الهجوم

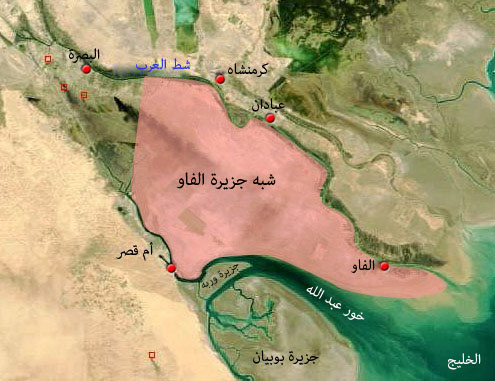
كان الاحتلال الإيراني لمثلث الفاو في الجزء الجنوبي من شبه جزيرة الفاو

في ليلة الهجوم، حضر القائد العام للقوات المسلحة صدام حسين ونائب القائد العام الفريق أول ركن عدنان خير الله وزير الدفاع، إلى مقر الحرس الجمهوري، في الساعة 04:30 فجر 17 نيسان 1988 أطلقت أكثر من ألف فوهة نيران القصف التمهيدي المركز، وفي الساعة 06:00 شاركت الدبابات في تدمير النقاط الحصينة الأمامية، وقد شاركت الزوارق الحربية والقوة الجوية في مرحلة القصف، وفي الساعة 06:30 انطلقت قطعات الصولة لكسر الحاجز النفسي، وحاجز منظومة الموانع، وفي الساعة 12:00 من يوم 18 نيسان 1988 دخلت كتيبة دبابات الفارس بأمرة المقدم الركن سالم حافظ التكريتي التابعة للواء المدرع 17 حرس جمهوري مدينة الفاو ورفعت العلم العراقي فيها
ومع ساعات الهجوم الأولى، حققت قوات الحرس الجمهوري تقدما سريعا جدا، وفرضت تفوقا ساحقا، أدى إلى استعادة الفاو، والإخلال بالتوازن الاستراتيجي للقوات الإيرانية على طول الجبهة، فاضطرت القيادة الإيرانية فيما بعد إلى القبول بوقف إطلاق النار. وأتهمت إيران الكويت بالسماح للعراقين باستخدام جزيرة بوبيان.

## النتائج
مثلت الفاو نقطة تحول لحرب القادسية الثانية/حرب الخليج ودفعت هي وباقي الانتصارات التي حققها العراق بعد معركة الفاو لإعلان آية الله الخميني، مرشد الثورة الإيرانية، في 5 تموز 1988، قبول إيران وقف إطلاق النار، كما أنها منحت العراق منفذه المائي على البحر الذي حُرم منه سنتين.
يذكر بعض من الخبراء العسكريين أن العراق تلقّى نصائح خارجية للإعداد والتخطيط للمعركة بينما اتهمت إيران دولة الكويت بالسماح للعراقيين باستخدام جزيرة بوبيان كمعبر لعبور قوات الجيش العراقي.